# Janus Capital Group
Janus Capital Group Inc. fue una compañía de inversión estadounidense con sede en Denver (Colorado). La compañía administraba y gestionaba inversiones y fondos internacionales bajo análisis matemáticos. Sus productos eran ofrecidos, a través de intermediarios bancarios e intermediarios financieros, a inversores institucionales o directamente a inversores minoristas.

## Historia
Janus Capital Group fue fundada en 1969 por Thomas H. Bailey. En 1984 Kansas City Southern Industries muestra interés por controlar este fondo, que finalmente fue adquirido por Kansas City Southern Lines. En 2002, Thomas H. Bailey dio un paso atrás y abandonó la presidencia y el puesto de consejero CEO de la entidad.
La empresa, que era anteriormente conocida como Stilwell Financial Incorporated, fue rebautizada en enero de 2003 por fusión de Janus Capital Corporation y Stilwell Financial. El grupo Janus Capital consta de Janus Administración Capital LLC, INTECH Administración de Inversión LLC (INTECH) y Perkins Administración de Inversión LLC.

## Cronología
- 2016: Janus Capital Group y Henderson Group acuerdan fusionarse mediante intercambio del 100% de sus acciones. La compañía resultante adoptará el nombre de Janus Henderson Global Investors PLC. Los accionistas de Henderson controlarán el 57% de la compañía resultante y los de Janus el 43% que resta.[3]

## Inversiones
En junio de 2014, Janus acumuló aproximadamente $177.000 millones de dólares en fondos bajo administración, para más de cuatro millones de accionistas, clientes e instituciones alrededor del globo. Fuera de EE. UU., Janus tiene oficinas en Londres, Milán, Tokio, Hong Kong, Melbourne, y Singapur.  Janus El grupo capital consta de Janus Administración Capital LLC, INTECH Administración de Inversión LLC (INTECH). Además, Janus Capital Group posee el 80% de Perkins Administración de Inversión (anteriormente Perkins, Lobo, McDonnell y Compañía).
Con una capitalización de mercado de $1.200 millones, Janus gestionó para el índice S&P 500 el índice accionarial S&P MidCap 400 desde noviembre de 2011.